# Spencer Machacek
Spencer Machacek (* 14. Oktober 1988 in Lethbridge, Alberta) ist ein kanadischer Eishockeyspieler, der seit April 2018 bei den Grizzlys Wolfsburg aus der Deutschen Eishockey Liga (DEL) unter Vertrag steht und dort auf der Position des rechten Flügelstürmers spielt. Zuvor war Machacek bereits für die Augsburger Panther, Eisbären Berlin und Düsseldorfer EG in der DEL aktiv. Ebenso absolvierte er über 450 Partien in der American Hockey League (AHL) und bestritt 25 Spiele für die Atlanta Thrashers und Winnipeg Jets in der National Hockey League (NHL).

## Karriere

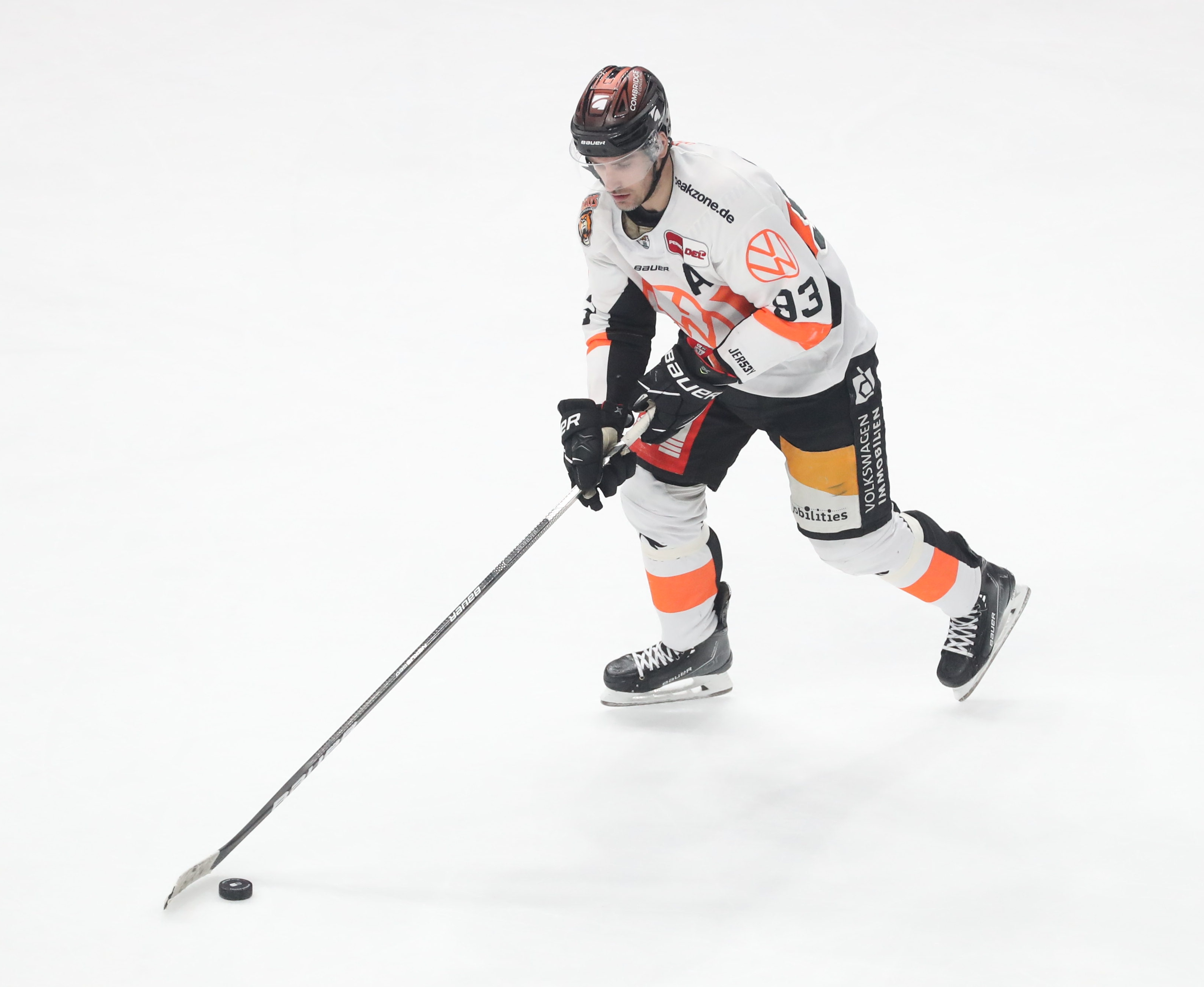
Machacek im Trikot der Grizzlys Wolfsburg (2022)

Spencer Machacek begann seine Karriere in der Saison 2004/05 bei den Brooks Bandits in der Alberta Junior Hockey League (AJHL). In den drei darauffolgenden Spielzeiten war er für die Vancouver Giants in der Western Hockey League (WHL) aktiv. Mit den Giants gewann er 2006 den President’s Cup und 2007 den Memorial Cup. Im Finalspiel des Memorial Cup 2007 erzielte Machacek den Treffer zum 3:1-Endstand gegen die Medicine Hat Tigers durch ein Empty Net Goal in einer Überzahlsituation.
Am 28. März 2008 unterzeichnete er seinen ersten Profivertrag bei den Atlanta Thrashers aus der National Hockey League (NHL). In der Saison 2008/09 wurde er zunächst beim Farmteam der Thrashers, den Chicago Wolves in die American Hockey League (AHL), eingesetzt. Im Laufe der Saison wurde er jedoch zweimal in den Kader der Thrashers berufen. Am 16. März 2009 gab er beim 5:1-Sieg seines Teams gegen die Washington Capitals sein Debüt. Auch für das Nachfolgeteam der Thrashers, die Winnipeg Jets, sollte er wegen der Ausfälle von Tanner Glass und Kyle Wellwood am Ende der Saison 2011/12 zu 13 NHL-Einsätzen kommen und konnte diesmal auch neun Scorerpunkte sammeln, woraufhin sein Vertrag bei den Jets um ein Jahr verlängert wurde. In der Saison 2012/13 kam er nur für das Farmteam der Jets, die St. John’s IceCaps, zum Einsatz und wurde am 10. März 2013 im Austausch für Tomáš Kubalík zu den Columbus Blue Jackets transferiert. Von den Blue Jackets wurde er in der folgenden Saison im Tausch für Paul Thompson zu den Pittsburgh Penguins transferiert, spielte aber bei beiden Vereinen nur für deren Farmteams in der AHL und erhielt nach Saisonende keinen neuen Vertrag.
Als Machacek auch nach dem Trainingslager der Toronto Maple Leafs nicht verpflichtet wurde, wechselte er für die Saison 2014/15 in die Deutsche Eishockey Liga (DEL) zu den Augsburger Panthern, bei denen er den Verletzten Ryan Bayda ersetzen sollte. Ab der Saison 2015/16 spielte Machacek für den Ligakonkurrenten Eisbären Berlin. In der Saison 2017/18 spielte Machacek für die Düsseldorfer EG. Anschließend wechselte er zu den Grizzlys Wolfsburg, mit den er am Ende der Saison 2020/21 die Vizemeisterschaft erringen konnte.

## Erfolge und Auszeichnungen
| - 2006 President’s-Cup-Gewinn mit den Vancouver Giants - 2007 Memorial-Cup-Gewinn mit den Vancouver Giants - 2008 WHL-Spieler des Monats Februar | - 2011 Teilnahme am AHL All-Star Classic - 2021 Deutscher Vizemeister mit den Grizzlys Wolfsburg |

## Karrierestatistik

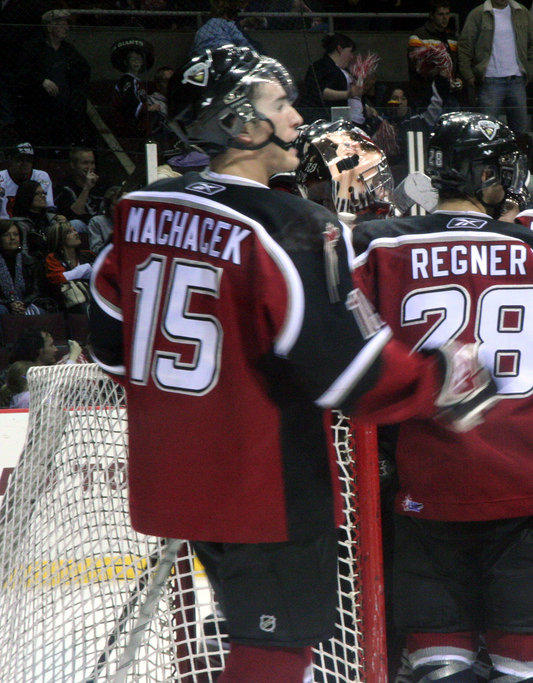
Machacek als Spieler der Vancouver Giants (2007)

Stand: Ende der Saison 2024/25
(Legende zur Spielerstatistik: Sp oder GP = absolvierte Spiele; T oder G = erzielte Tore; V oder A = erzielte Assists; Pkt oder Pts = erzielte Scorerpunkte; SM oder PIM = erhaltene Strafminuten; +/− = Plus/Minus-Bilanz; PP = erzielte Überzahltore; SH = erzielte Unterzahltore; GW = erzielte Siegtore; 1 Play-downs/Relegation; Kursiv: Statistik nicht vollständig)